# Distretto di Huamancaca Chico
Il distretto di Huamancaca Chico  è uno dei nove distretti della provincia di Chupaca, in Perù. Si trova nella regione di Junín e si estende su una superficie di 11,30  chilometri quadrati.